# Cryptachaea rapa
Espèce
Synonymes
- Achaearanea rapa Levi, 1963

Cryptachaea rapa est une espèce d'araignées aranéomorphes de la famille des Theridiidae.

## Distribution
Cette espèce est endémique du Paraguay. 

## Description
Le mâle holotype mesure 1,4 mm et la femelle paratype 2,7 mm.

## Publication originale
- Levi, 1963 : American spiders of the genus Achaearanea and the new genus Echinotheridion (Araneae, Theridiidae). Bulletin of the Museum of Comparative Zoology at Harvard College, vol. 129, p. 187-240 (texte intégral).